# Марк Фашан
Марк Крістоф Фашан (фр. Marc Christophe Fachan; нар. 25 січня 1989, Тарб, Франція) — французький футболіст, правий захисник клубу «Дюнкерк» з третього дивізіону чемпіонату Франції.

## Клубна кар'єра
Народився в місті Тарб, Верхні Піренеї. У 6-річному віці розпочав займатися футболом у ФК «Кастельмаро», а 7 років по тому перейшов до АС Віланово з Верхньої Гаронна.
Влітку 2007 року Фашан перейшов до «Осеру» з Ліги 1, але виступав практично протягом усього часу за резервну команду. Два роки по тому залишив Францію та переїхав до України, в київське «Динамо». 29 травня 2009 року Фашан підписав п'ятирічний контракт з київським клубом. Контракт Марка з «Динамо» набрав чинності 1 липня 2009 року, коли повинна була завершитися його чинна угода з «Осером». У «Динамо» Фашан перейшов на правах вільного агента. Тим не менше, вже через місяць, 26 липня 2009 року він залишив український клуб і терміново повернувся на батьківщину.
Наприкінці серпня 2009 року Фашан перейшов до іспанського клубу «Хімнастік» (Таррагона), дебютувавши в Сегунді 12 вересня в програному (1:2) домашньому поєдинку проти «Реал Сосьєдадада», в якому Марк у другому таймі замінив ветерана Мінго.
Фашан не зіграв у жодному матчі національного чемпіонату в сезоні 2010/11 років. 10 серпня 2011 року «Настік» та представники гравця домовилися про дострокове розірвання контракту й вже незабаром підписав контракт з іншим представником Іспанії, «Алавесом» з Сегунда Дивізіону Б.
Після цього Фашан повернувся до Франції, де виступав у складі клубів з Національного чемпіонату Франції: «Каркефу», «Страсбур» та «Дюнкерк».

## Кар'єра в збірній
У грудні 2008 року дебютував у складі юнацької збірної Франції (U-19), вийшовши на 12-ій хвилині проти Італії в Ренде.